# Mucronella
Mucronella là một chi nấm thuộc họ Clavariaceae trong bộ Agaricales. Các loài nấm trong chi này thường mọc thành từng cụm mà không có sự xuất hiện của lớp sợi nền của thể sợi (subiculum).

## Phân bố
Mucronella là một chi nấm hoại sinh. Kartar Singh Thind và I.P.S. Khurana xác minh được 5 loài ở phía tây bắc dãy Himalaya, Ấn Độ năm 1974 là: M. bresadolae, M. calva, M. flava, M. subalpina, và M. pulchra.

## Danh sách loài

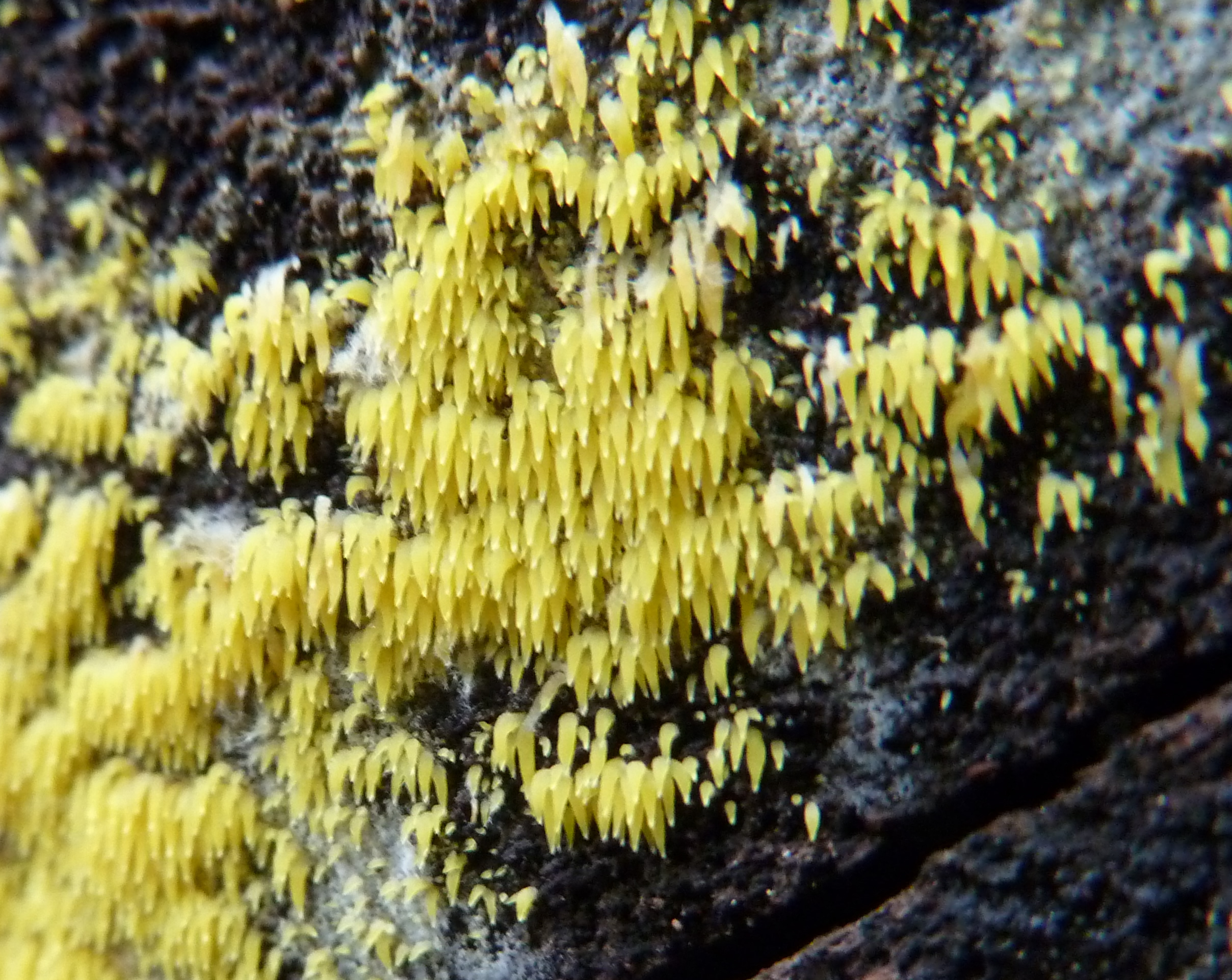
Mucronella flava

Tính đến tháng 8 năm 2015, Index Fungorum thống kê được 17 loài thuộc chi Mucronella:
- Mucronella albidula (Corner) Berthier 1985
- Mucronella argentina Speg. 1898 – South America
- Mucronella belalongensis P.Roberts 1998 – Brunei[5]
- Mucronella brasiliensis Corner 1950 – South America
- Mucronella bresadolae (Quél.) Corner 1970
- Mucronella calva (Alb. & Schwein.) Fr. 1874
- Mucronella flava Corner 1953
- Mucronella fusiformis (Kauffman) K.A.Harrison 1972
- Mucronella minutissima Peck 1891[6]
- Mucronella pendula (Massee) R.H.Petersen 1980 – Australia
- Mucronella polyporacea Velen. 1922 – Europe
- Mucronella pulchra Corner 1970 – Pakistan[7]
- Mucronella pusilla Corner 1950
- Mucronella ramosa Lloyd 1922[8]
- Mucronella styriaca Maas Geest. 1977 – Europe[9]
- Mucronella subalpina K.S.Thind & Khurana 1974 – India[3]
- Mucronella togoensis Henn. 1897 – Africa[10]